# Manutschehr Mottaki

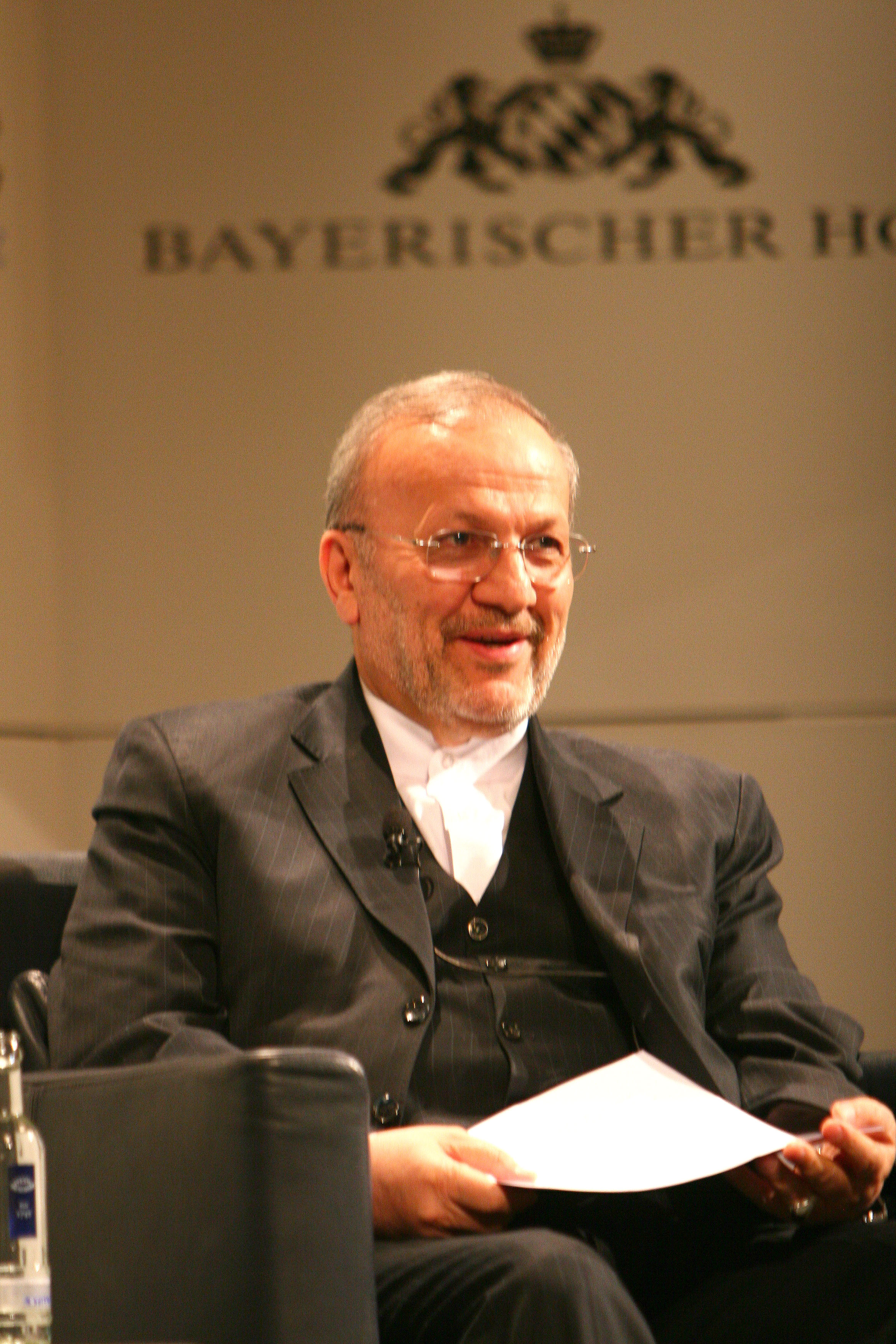
Manutschehr Mottaki (2010)

Manutschehr Mottaki, persisch منوچهر متکی‎, (* 12. Mai 1953 in Bandar-e-Gaz, Provinz Golestan) ist ein iranischer Politiker und war von August 2005 bis Dezember 2010 Außenminister seines Landes.

## Politische Karriere

### Anfänge
Mottaki studierte Sozialwissenschaften und erhielt 1976 einen BA von der indischen Universität Bangalore. 1996 erhielt er einen Magister von der Universität Teheran im Fach Internationale Beziehungen. Bereits 1980 errang Mottaki einen Sitz im iranischen Parlament. 1985 wurde er Botschafter in der Türkei, 1989 stellvertretender Außenminister für internationale Angelegenheiten, 1992 Vize-Außenminister und 1994 Botschafter in Japan. 2005 wurde Mottaki von Präsident Mahmud Ahmadinedschad als Außenminister nominiert. Er galt lange als Kritiker der Verhandlungen mit der EU über das iranische Atomprogramm und bekräftigte wiederholt den Anspruch seines Landes auf die friedliche Nutzung der Kernenergie.

### Spannungen und Rücktritt
Nach Aussagen zweier iranischer Parlamentarier erklärte Mottaki am 23. Oktober 2007 seinen Rücktritt als Außenminister. Dieser stellte jedoch am darauffolgenden Tag klar, dass er nicht zurückgetreten sei. Von Beobachtern wird dieser Vorgang als ein Zeichen für zunehmende Spannungen innerhalb der iranischen Regierung bewertet. Am 13. Dezember 2010 wurde Mottaki von Ahmadinedschad aus seinem Amt entlassen, während er sich zu einem offiziellen Staatsbesuch im Senegal aufhielt. Gründe für diese Entscheidung wurden nicht genannt. Es wird vermutet, dass die Entlassung mit Mottakis zuletzt geäußerter Kompromissbereitschaft im Atomstreit zusammenhängt. Eine weitere Vermutung ist ein Stellvertreterkonflikt zwischen Ahmadinedschad und Parlamentspräsident Ali Laridschani, da Mottaki als dessen „enger Gefährte“ gilt. Mottaki kritisierte seine Entlassung mit den Worten: „Einen Minister zu entlassen, der gerade auf einer Auslandsreise ist, verstößt gegen die Regeln des Islam und der Diplomatie.“

## Politische Positionen

### Holocaust
Mottaki eröffnete am 11. Dezember 2006 in Teheran die von Ahmadinedschad initiierte, Holocaustleugnungskonferenz im Iran, die als ein gegen Israel gerichtetes Propaganda- und Publicity-Event und allgemein als eine Beleidigung der ermordeten Juden verstanden wurde. Zu der Konferenz wurden Holocaustleugner und Rechtsradikale wie David Irving, David Duke, Fredrick Toben, Horst Mahler und Roger Garaudy eingeladen. Mahler war im Vorfeld der Reisepass entzogen worden, um dem Ansehen der Bundesrepublik Deutschland im Ausland nicht schaden zu können. Der iranische Geschäftsträger in Berlin wurde von der deutschen Bundesregierung ins Auswärtige Amt einbestellt, um den Unmut und Ärger Deutschlands entgegenzunehmen.

### Israel
Nach Mottakis Ansicht (Rede vom 18. Februar 2008) habe der Westen versucht, „dem Nahen Osten ein künstlich fabriziertes Regime aufzuzwingen. Doch selbst nach sechzig Jahren hat das zionistische Regime (Israel) weder Legitimität erlangt noch eine Rolle in der Region gespielt.“

### Menschenrechte
Vorwürfen wegen der Situation der Menschenrechte im Iran begegnete der Außenminister mit Gegenvorwürfen: so sei die internationale Kritik an der drohenden Steinigung von Sakineh Mohammadi Ashtiani wegen Ehebruchs (Zina) eine „Kampagne von Personen, die mit Hilfe von einigen europäischen Politikern und Medien ein abgekartetes Spiel treiben“. Die von Mottaki nicht bestätigte Zahl von sieben Steinigungen in fünf Jahren, „zeige, dass diese Strafe doch sehr selten vollstreckt werde.“ Der Iran liegt mit mindestens 388 Hinrichtungen im Jahr 2009 auf Platz zwei der Liste der Länder mit Todesstrafe, hinter dem zwanzigfach mehr Einwohner zählenden China.